# San Benedetto del Tronto
San Benedetto del Tronto település Olaszországban, Marche régióban, Ascoli Piceno megyében. Lakosainak száma 46 957 fő (2023. január 1.). San Benedetto del Tronto Acquaviva Picena, Grottammare, Martinsicuro és Monteprandone községekkel határos.

## Népesség
A település lakossága az elmúlt években az alábbi módon változott:
| Lakosok száma | 47 420 | 47 351 | 46 957 |
|               | 2017   | 2018   | 2023   |